# Julian Weigend

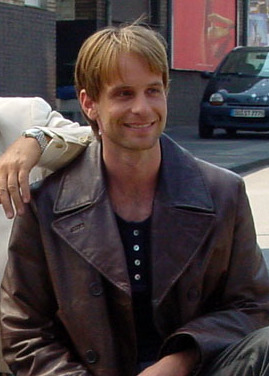
Julian Weigend bei Dreharbeiten zu einer Schimanski-Episode (2001)

Julian Weigend (* 27. August 1971 als Bernd Weigend in Graz) ist ein österreichischer Schauspieler. Einem breiten Publikum wurde er in der Rolle des Kommissars Thomas Hunger in mehreren Folgen der Filmreihe Schimanski sowie ab dem Jahr 2018 als Chirurg Dr. Kai Hoffmann in der Fernsehserie In aller Freundschaft bekannt.

## Leben

### Ausbildung und Theater
Julian Weigend absolvierte nach der Matura von 1988 bis 1992 seine Schauspielausbildung an der Hochschule für Musik und darstellende Kunst in Graz. Danach spielte er an verschiedenen Theatern, wie am Stadttheater Klagenfurt, wo er in Josef E. Köpplingers Inszenierungen Amadeus und Ein Sommernachtstraum wirkte. Weitere Engagements führten ihn an das Landestheater Schleswig-Holstein, das Tourneetheater München und die Berliner Kammerspiele. 1995 erhielt er als erster Preisträger überhaupt den Publikumspreis der Bad Hersfelder Festspiele und ein Jahr später die Kritiker-Auszeichnung Großer Hersfeld-Preis.

### Film, Fernsehen und Sprechertätigkeit
1992 stand Weigend für den Kurzfilm Leni erstmals vor der Kamera. Sein Langfilmdebüt gab er 1993 unter seinem Geburtsnamen Bernd Weigend in der Rolle des Rolands in dem von Heide Pils inszenierten Fernsehfilm Schöndorf muss sauber bleiben. Ende der 1990er Jahre gelang ihm an der Seite von Götz George der Durchbruch in der Rolle des Kriminalhauptkommissars Thomas Hunger in mehreren Folgen der Filmreihe Schimanski. Marek Gierszał besetzte ihn 2001 in seinem Liebesdrama Engel sucht Flügel als todkrankten notorischen Dieb Hendrik neben Annett Renneberg und Christoph Waltz in einer weiteren Hauptrolle. Ebenfalls 2001 spielte er in Christian Zübert Kinokomödie Lammbock – Alles in Handarbeit an der Seite von Lucas Gregorowicz und Moritz Bleibtreu den Kiffer Achim. 2017 war er in der Filmfortsetzung Lommbock erneut in dieser Rolle auf der Kinoleinwand zu sehen.
Weigend wurde wiederholt in festen Serienrollen besetzt. Von 2007 bis 2008 spielte er in einer Hauptrolle den Leiter der R. I. S. und Molekulargenetiker Philip Jacobi in der Sat.1-Serie R. I. S. – Die Sprache der Toten. 2013 war er in der ersten beiden Folgen der ZDF-Reihe Der Taunuskrimi als Rechtsmediziner Dr. Henning Kirchhoff an der Seite von Felicitas Woll zu sehen. Seit Januar 2018 gehört er als Chirurg und ehemaliger Chefarzt Dr. Kai Hoffmann zum Hauptcast der ARD-Krankenhausserie In aller Freundschaft.
Weigend betätigt sich als Synchron- und Hörbuchsprecher, so lieh er u. a. im Jahr 2000 Jeremy Davies in dem US-amerikanisch-britischen Filmdrama Die Villa seine Stimme. 2007 las er Ehrlich, die Autobiografie des Popsängers Mark Medlock, gemeinsam mit ihm ein.

### Privates
Julian Weigend ist mit der Schauspielerin und Sängerin Maya Forster liiert. Das Paar lebt in Berlin, nachdem es die ersten Jahre in einer Fernbeziehung zwischen Berlin und der Schweiz verbrachte.

## Filmografie

### Filme
- 1992: Leni (Kurzfilm)
- 1993: Schöndorf muss sauber bleiben
- 1997: Phantomschmerz (Kurzfilm)
- 1998: Der letzte Engel (Kurzfilm)
- 1999: Mensch, Jesus! (Kurzfilm)
- 2000: Die Bergwacht – Duell am Abgrund
- 2001: Hood (Kurzfilm)
- 2001: Engel sucht Flügel
- 2001: Lammbock – Alles in Handarbeit
- 2001: Personal Trainer
- 2001: Kalte Berührung
- 2001: Lenya – Die größte Kriegerin aller Zeiten
- 2002: Herz oder Knete
- 2004: Die schöne Braut in Schwarz
- 2004: Basta – Rotwein oder Totsein
- 2004: Ragin
- 2005: Tausche Kind gegen Karriere
- 2005: Die Liebe eines Priesters
- 2005: Mätressen – Die geheime Macht der Frauen (Dreiteiler, Teil 3 Die Geliebte des Papstes)
- 2006: Himmel über Australien
- 2007: Die Frau vom Checkpoint Charlie (Zweiteiler)
- 2008: Liebesticket nach Hause
- 2010: Ich trag dich bis ans Ende der Welt
- 2010: Die Wanderhure
- 2011: Buschpiloten küsst man nicht
- 2011: Plötzlich fett!
- 2012: Die Rache der Wanderhure
- 2012: Mit geradem Rücken
- 2013: Medcrimes – Nebenwirkung Mord
- 2013: Helden – Wenn dein Land dich braucht
- 2013: Das Mädchen mit dem indischen Smaragd (Zweiteiler)
- 2013: Angélique – Eine große Liebe in Gefahr
- 2015: Tod den Hippies!! Es lebe der Punk
- 2016: Verführt – In den Armen eines Anderen
- 2017: Lommbock
- 2018: Der Mordanschlag (Zweiteiler)
- 2018: Ein Sommer in Vietnam (Zweiteiler)

### Fernsehserien und -reihen
- 1999–2013: Schimanski (Fernsehreihe, 10 Folgen)
- 2001: Dr. Stefan Frank – Der Arzt, dem die Frauen vertrauen (Folge Die Erpressung)
- 2002: Medicopter 117 – Jedes Leben zählt (Folge Im Labyrinth)
- 2002: Dolce Vita & Co (Fernsehserie, 10 Folgen)
- 2003: Kommissarin Göllner: Sommernachtstod (Fernsehreihe)
- 2003: Kommissarin Göllner: Das böse Mädchen
- 2003: Wilsberg: Letzter Ausweg Mord (Fernsehreihe)
- 2004–2021: SOKO Kitzbühel (verschiedene Rollen, 4 Folgen)
- 2005, 2017: SOKO München (verschiedene Rollen, 2 Folgen)
- 2006, 2016: Alarm für Cobra 11 – Die Autobahnpolizei (verschiedene Rollen, 2 Folgen)
- 2006: Tatort: Blutschrift (Fernsehreihe)
- 2007–2008: R. I. S. – Die Sprache der Toten (Fernsehserie, 25 Folgen)
- 2008: Fünf Sterne (Fernsehserie, 10 Folgen)
- 2008: Bella Block: Reise nach China
- 2009: Inga Lindström – Das Herz meines Vaters
- 2009–2018: Notruf Hafenkante (verschiedene Rollen, 3 Folgen)
- 2010: Lilly Schönauer – Wo die Liebe hinfällt
- 2010: SOKO Köln (Folge Transit)
- 2012: Es kommt noch dicker (7 Folgen)
- 2013: Der Taunuskrimi (Folge Schneewittchen muss sterben)
- 2013: Der Taunuskrimi (Folge Eine unbeliebte Frau)
- 2013: Die Rosenheim-Cops (Folge Erst reich, dann tot)
- 2015: Tatort: Freddy tanzt
- 2015: Wilsberg: Russisches Roulette
- 2015: Letzte Spur Berlin (Folge Staatseigentum)
- 2015: SOKO Wismar (Folge Dornröschenschlaf)
- 2016: Inga Lindström: Willkommen im Leben
- 2017: Ein starkes Team: Tod und Liebe
- 2017: Der Bergdoktor (Folge Abstoßungsreaktion)
- 2017: Die Spezialisten – Im Namen der Opfer (Folge Feindkontakt)
- 2018, 2020: Heldt (verschiedene Rollen, 2 Folgen)
- 2018: Kommissarin Heller: Vorsehung
- 2018: Ein Sommer in Vietnam
- 2018: Tatort: Bausünden
- seit 2018: In aller Freundschaft
- 2018: SOKO Hamburg (Folge Gefallener Engel)
- 2019: Charité (Staffel 2, Folge Verschüttet)
- 2019: Daheim in den Bergen – Schwesternliebe
- 2019: In aller Freundschaft – Die jungen Ärzte (Folge Einen Schritt vor, zwei zurück)
- 2019: Die Toten vom Bodensee – Die Meerjungfrau
- 2019: Die Bergretter (Folge Tod am Dachstein)
- 2019: Landkrimi – Steirerkreuz
- 2022: Der Bozen-Krimi: Familienehre
- 2023: Marie Brand und die falsche Wahrheit
- 2025: Die Stille am Ende der Nacht

### Synchronrollen
- 2000: Die Villa als Karl Richter für Jeremy Davies
- 2019–2020: The Rookie als Sterling Freeman für Daniel Lissing

## Hörbuch
- 2007: Ehrlich Autobiografie von Mark Medlock

## Auszeichnungen
- 1995: Publikumspreis der Bad Hersfelder Festspiele (erste Preisträger dieser Auszeichnung)
- 1996: Großer Hersfeldpreis (Preis der Kritiker)